# إرنست هال (سياسي)
إرنست هال هو سياسي كندي، ولد في 1930 بسترتفورد في المملكة المتحدة، وتوفي في 25 يناير 1987 بديلتا في كندا. حزبياً، نشط في الحزب الديمقراطي الجديد في كولومبيا البريطانية ‏.